# Hungarian International 1992
Die Hungarian International 1992 fanden vom 28. Oktober fanden bis zum 1. November 1992 in der BMTE Törley Sportshall Budapest XII in Budapest statt. Es war die 17. Auflage dieser internationalen Meisterschaften im Badminton von Ungarn.

## Sieger und Platzierte
| Disziplin    | Gold                           | Silber                    | Bronze                         |
| ------------ | ------------------------------ | ------------------------- | ------------------------------ |
| Herreneinzel | Peter Bush                     | Björn Siegemund           | Kai Mitteldorf                 |
| Herreneinzel | Peter Bush                     | Björn Siegemund           | Oliver Pongratz                |
| Dameneinzel  | Alison Humby                   | Tanya Woodward            | Irina Serova                   |
| Dameneinzel  | Alison Humby                   | Tanya Woodward            | Joanne Davies                  |
| Herrendoppel | Kai Mitteldorf Björn Siegemund | Kai Abraham Heinz Fischer | Harald Koch Jürgen Koch        |
| Herrendoppel | Kai Mitteldorf Björn Siegemund | Kai Abraham Heinz Fischer | Jordan Manuilov Jeliazko Valko |
| Damendoppel  | Joanne Davies Tanya Woodward   | Alison Humby Julia Mann   | Renni Assenova Neli Boteva     |
| Damendoppel  | Joanne Davies Tanya Woodward   | Alison Humby Julia Mann   | Eszter Balogh Hajnalka Horváth |
| Mixed        | Heinz Fischer Irina Serova     | Kai Abraham Sabine Ploner | Attila Nagy Andrea Dakó        |
| Mixed        | Heinz Fischer Irina Serova     | Kai Abraham Sabine Ploner | Tan Hu Csilla Fórián           |